# Kaplica św. Jakuba w Bratysławie

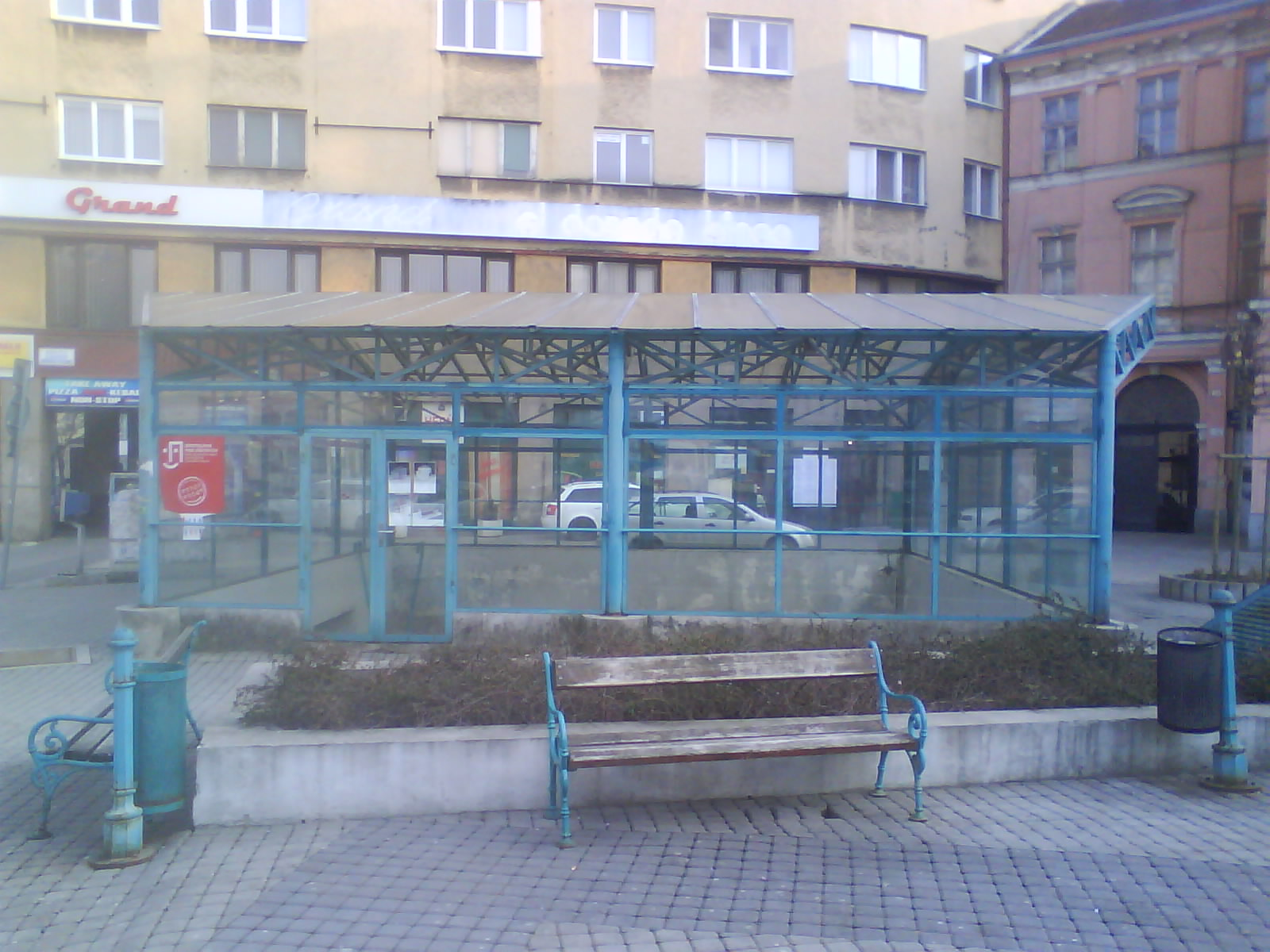
Szklana konstrukcja chroniąca ruiny kaplicy

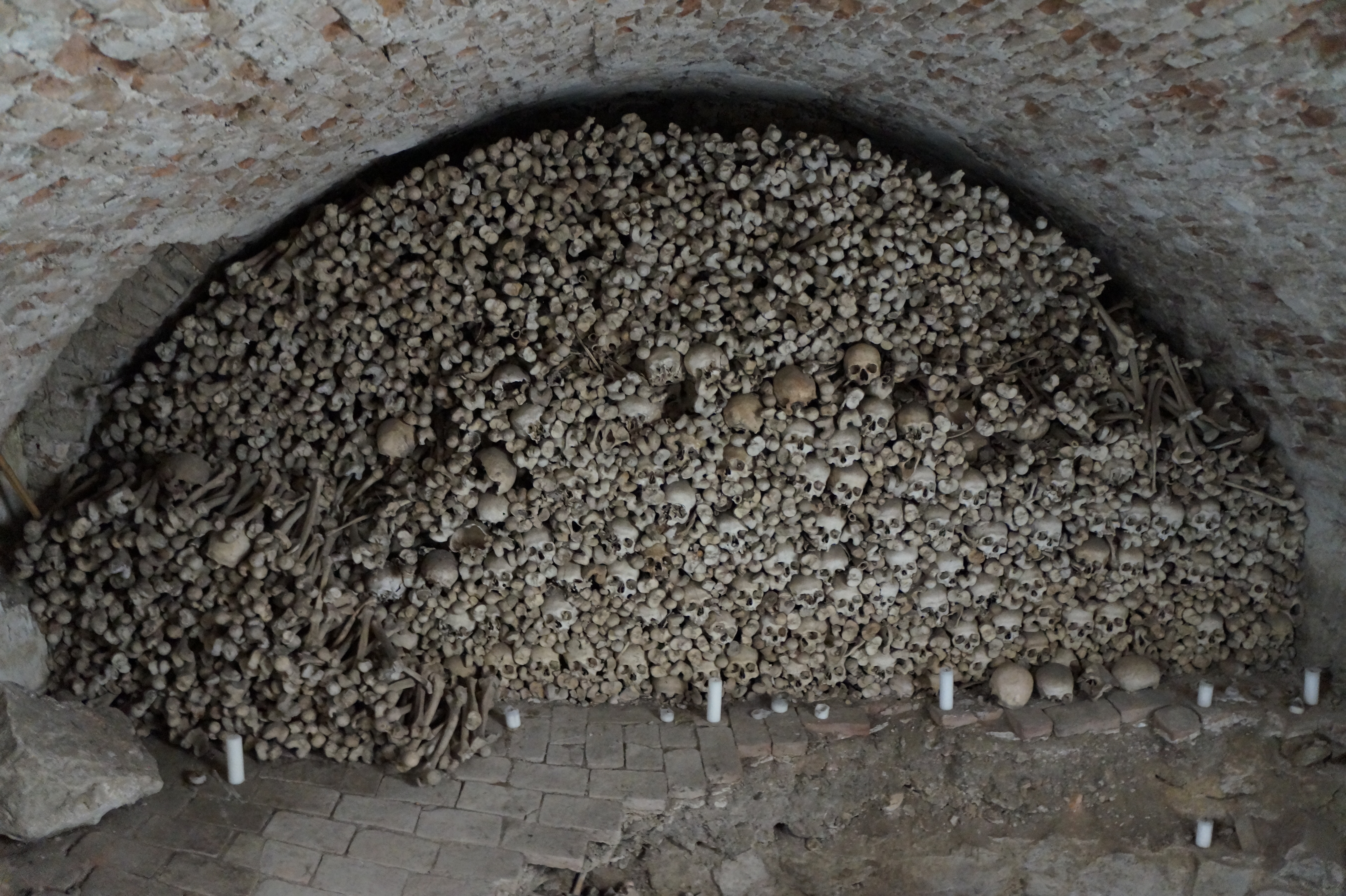
Wnętrze – ossuarium

Kaplica św. Jakuba (słowacki: Kaplnka sv. Jakuba) – zniszczona gotycka kaplica i kostnica odkryta pod placem Námeste SNP w centrum Bratysławy, na Słowacji w 1994 roku. Jest to najstarsza sakralna średniowieczna budowla w Bratysławie.
Pierwsze wzmianki tego budynku pochodzą z przełomu wieku XI i XII. Wybudowano ją jako kaplicę poświęconą św. Wawrzyńcowi na szczycie starego cmentarza znajdującego się pomiędzy dzisiejszym Stará tržnica i budynkiem Manderlák, historycznie poza murami miasta. Później została przebudowana w stylu romańskim i gotyckim i została poświęcona św. Jakubowi.
Szklana konstrukcja w metalowej ramie, początkowo jako tymczasowa, zbudowana została nad ruinami w 1995 roku. Kaplica i kostnica są niedostępne dla zwiedzających, wycieczki z przewodnikiem są możliwe jedynie przez cztery godziny dwa razy w roku z maksymalną ilością około 900 osób rocznie.